# Дальмас, Марина
Марина Далмас (фр. Marina Dalmas, более известная как Марина Кэй фр. Marina Kaye; род. 9 февраля 1998, Марсель, Франция) — французская певица, автор песен и композитор.

## Творчество
Самые известные — хит «Homeless» (выпустила в 2014 году) и альбом Fearless (2015).
14 декабря 2011 года она выиграла шестой сезон французского шоу талантов La France a un incroyable talent, французская версия серии Got Talent , когда ей было всего 13. Она спела песни «Rolling in the Deep» и «Set Fire to the Rain» от Adele и «Firework» от Katy Perry.

## Дискография

### Альбомы
| год  | название песни     | альбом       |
| 2016 | Only the very best | Balavoine(s) |
| ---- | ------------------ | ------------ |

| Год | Название |      |          |
| --- | -------- | ---- | -------- |
| Год | Название | 2015 | Fearless |